# Leucadendron strobilinum
Леукадендрон шишкоподібний (лат. Leucadendron strobilinum) — вид рослини родини Протейні (Proteaceae).

## Опис та поширення
Дводомний кущ 2,6 м заввишки. Листя довгасте, з червоним кінцем. Насіння — крилатка. Ендемік Капського півострова. Великі зарості зустрічаються на Столовій горі. Росте на висоті від 500 до 1100 м.

## Практичне використання
Вирощується як декоративна рослина. Має культурні сорти.

## Галерея

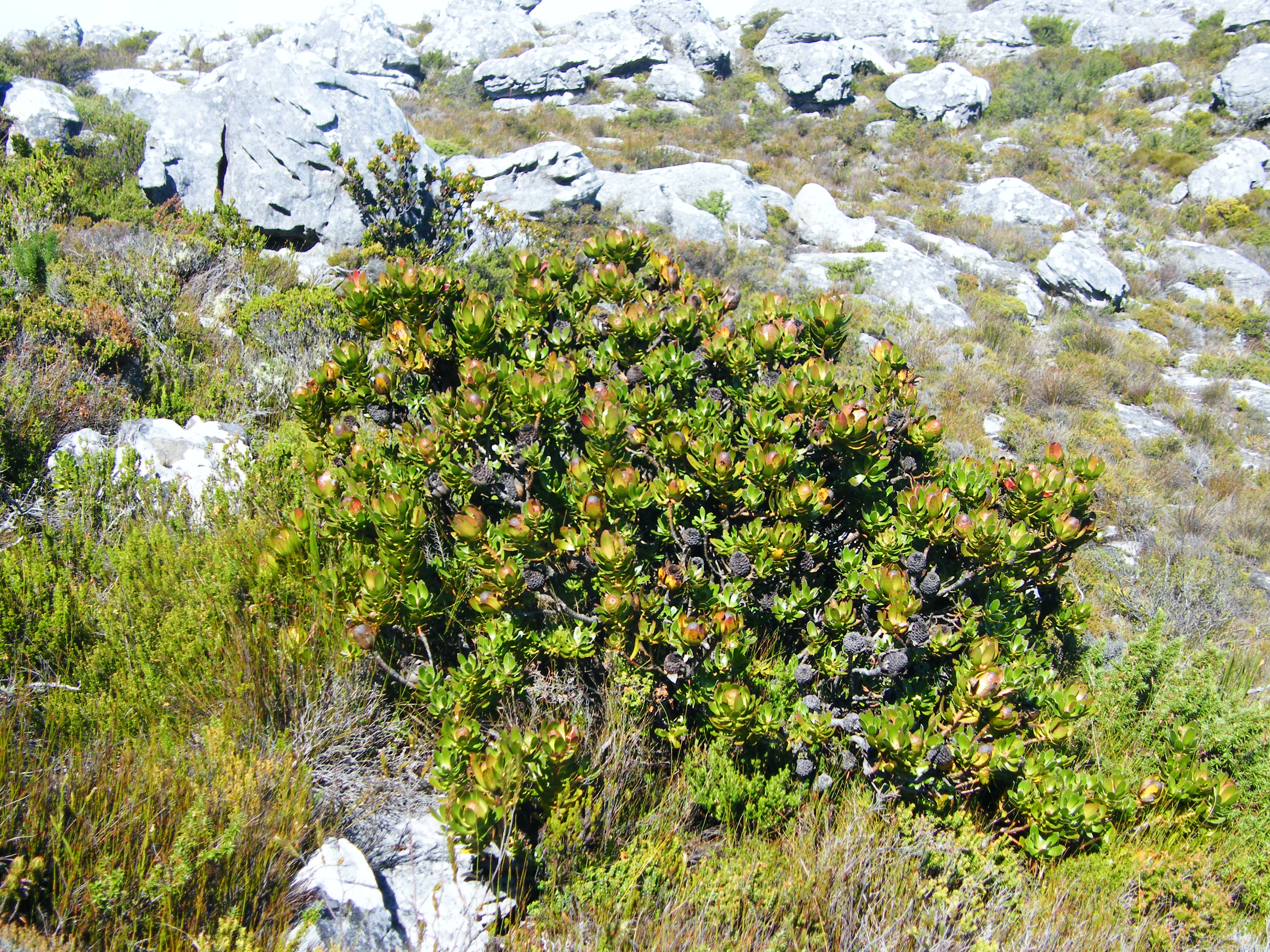
Загальний вигляд рослини
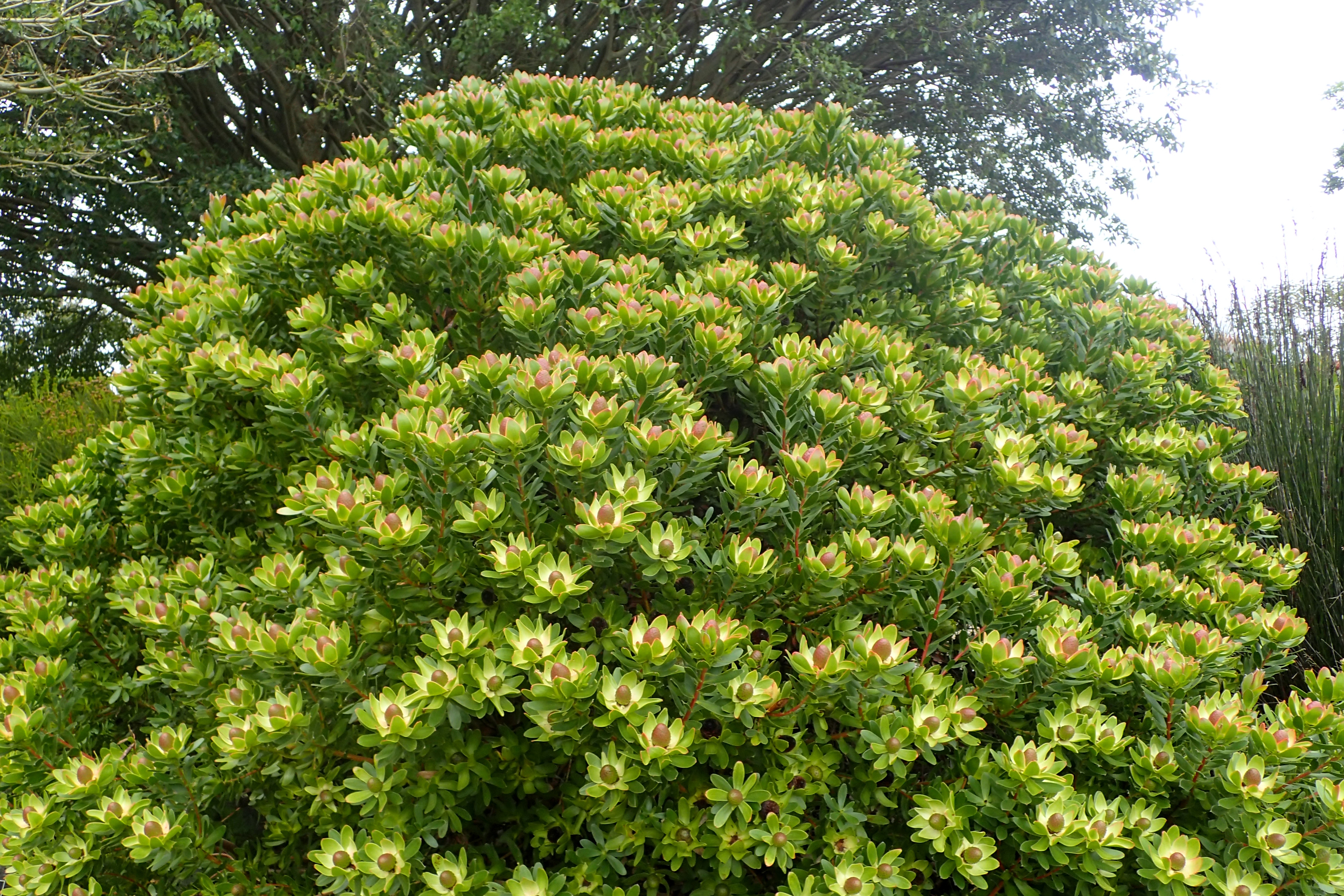
Сорт "Водяна лілія"
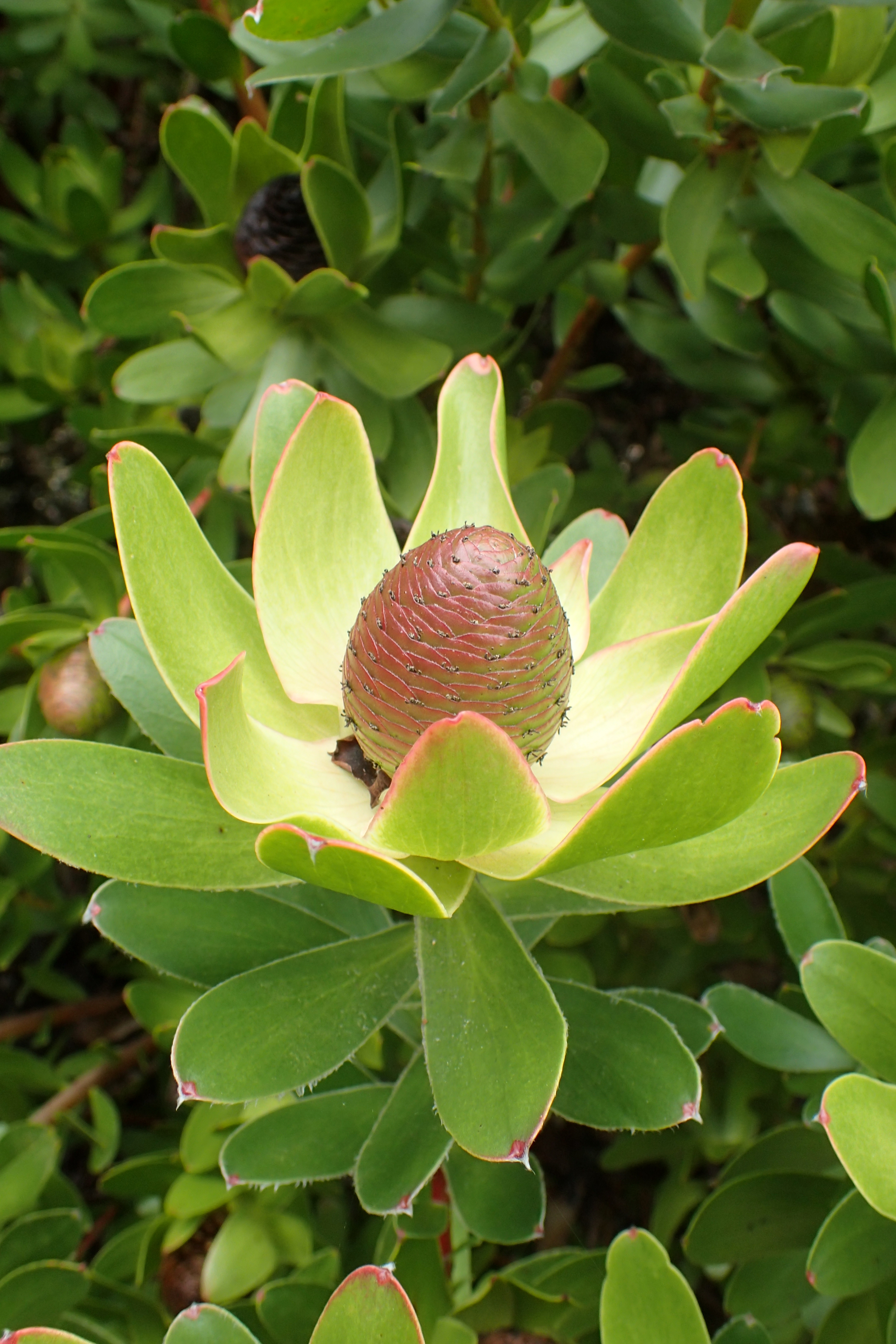
Сорт "Водяна лілія"